# Compsoneura diazii
Compsoneura diazii är en tvåhjärtbladig växtart som beskrevs av Janovec. Compsoneura diazii ingår i släktet Compsoneura, och familjen Myristicaceae. Inga underarter finns listade i Catalogue of Life.